# Samia cynthia
Samia cynthia este o specie de molie din familia Saturniidae, folosit pentru producerea de mătase naturală, dar nu la fel de mult ca Bombyx mori. Specia are o anvergură mare, de 113–125 mm, și se folosește de mimetism pentru apărare (are ochi marcați pe aripi).

## Galerie

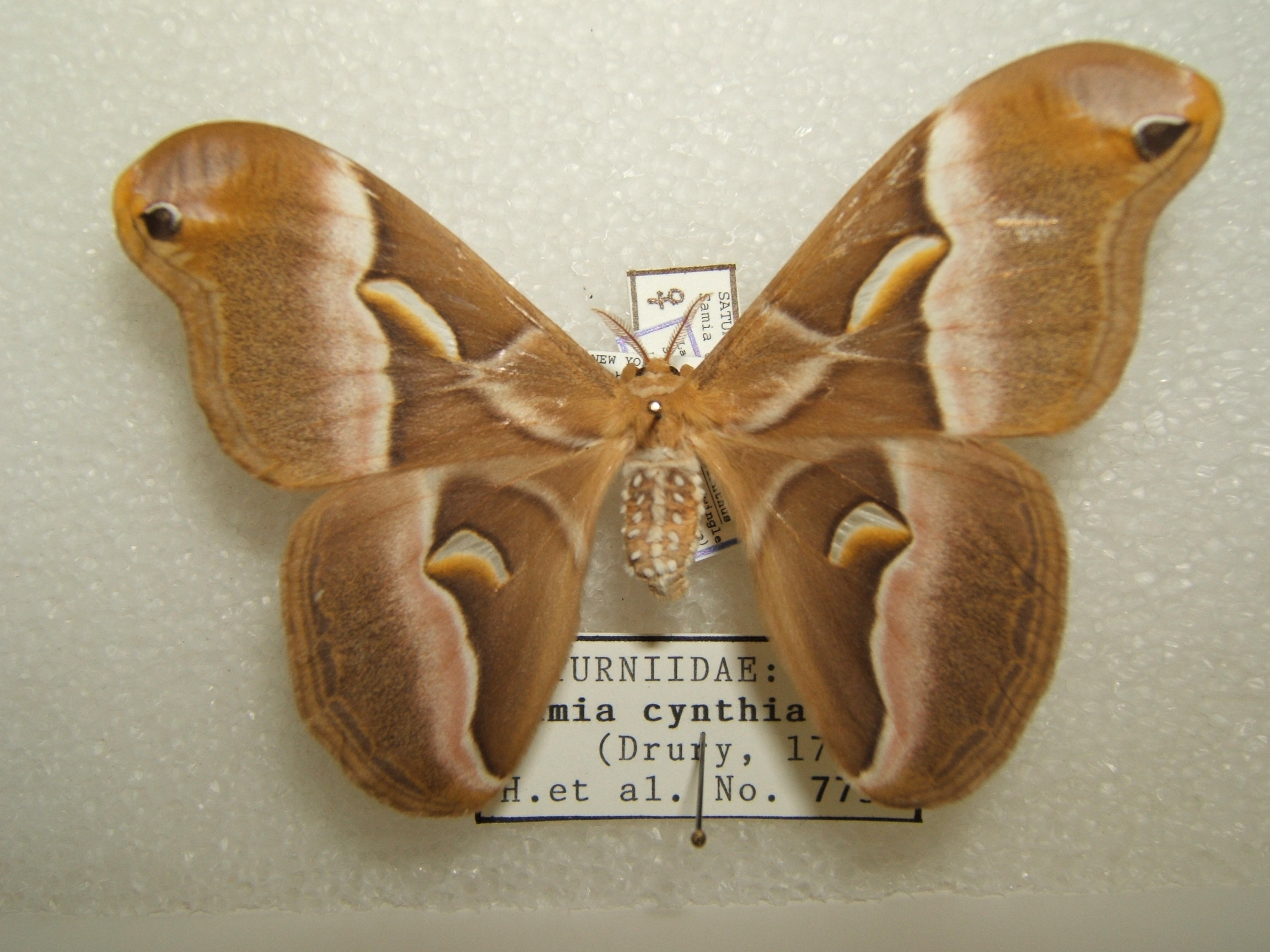
Femelă
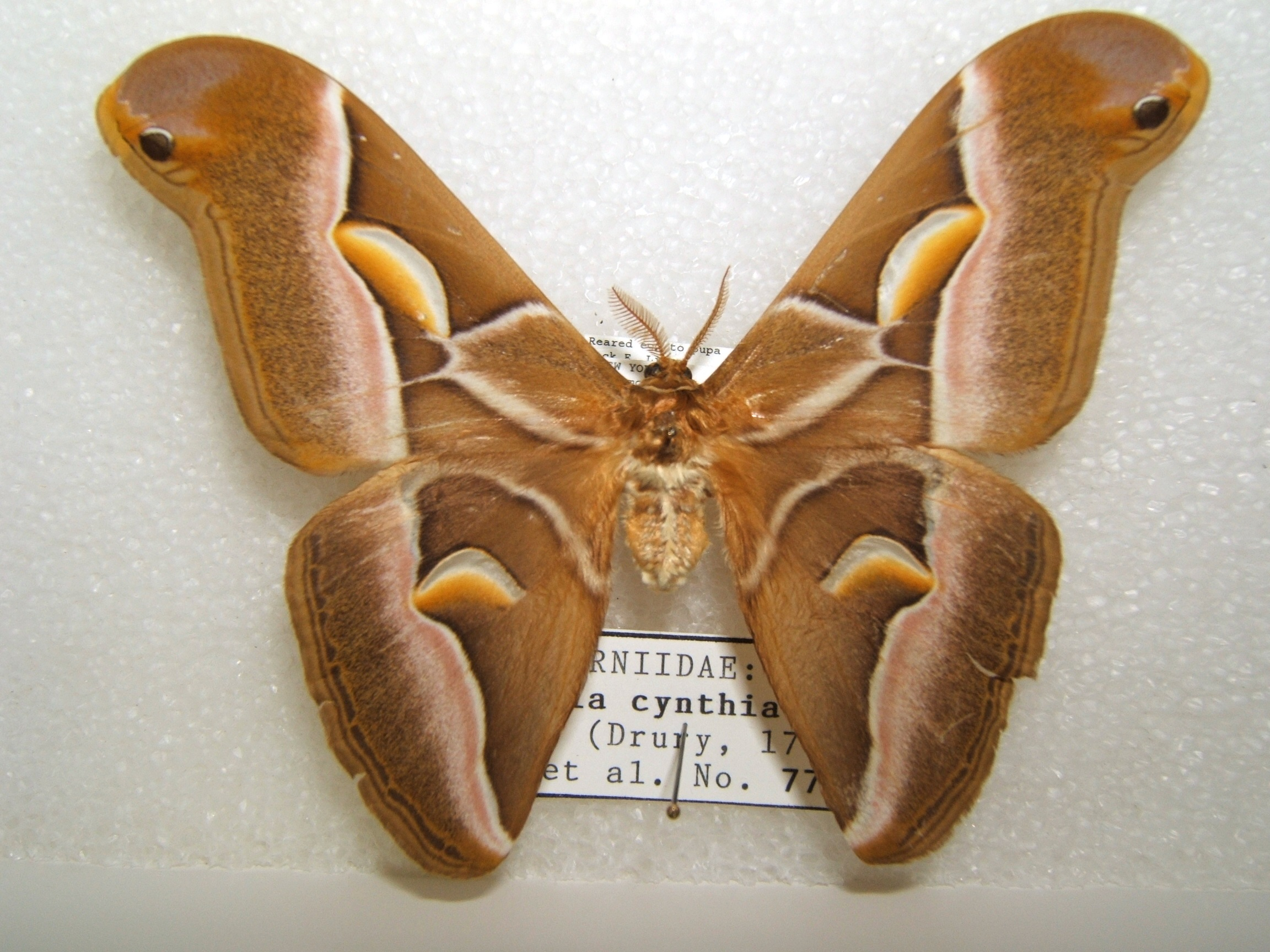
Mascul
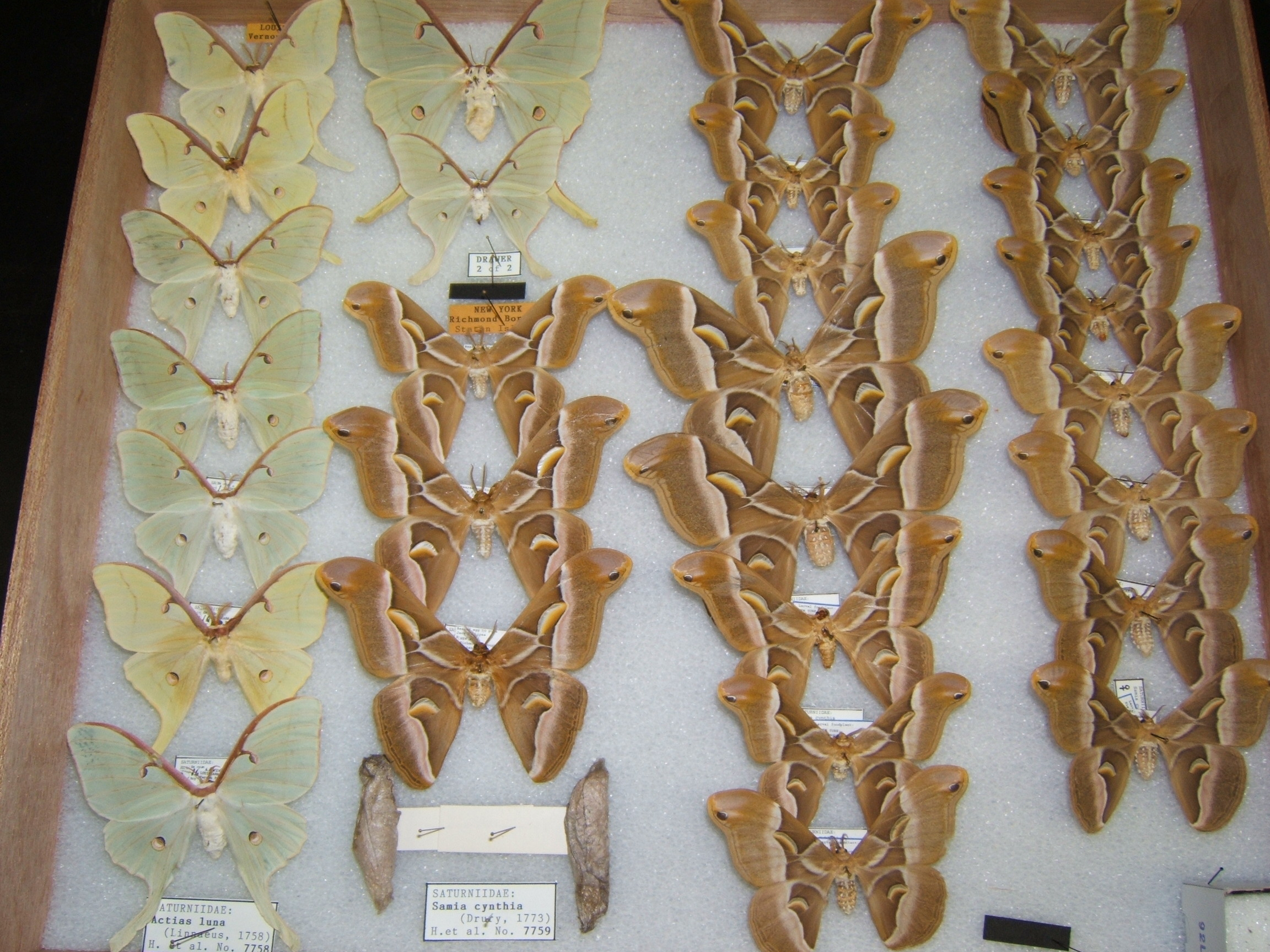
Colecţie
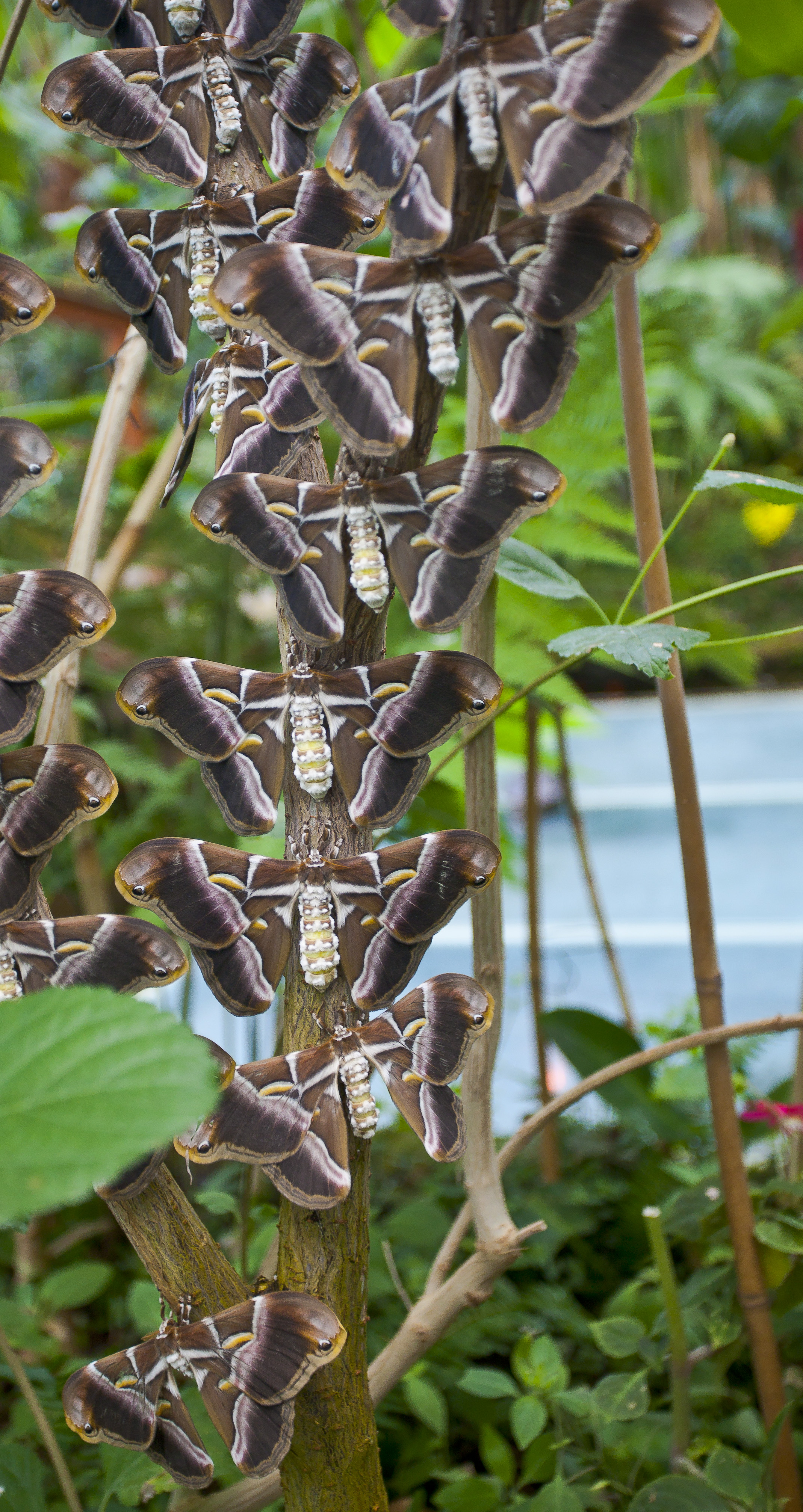
Casa de fluture